# Franz von Streng
Franz von Streng (ur. 27 lutego 1884 w Sirnach, zm. 7 sierpnia 1970) – szwajcarski duchowny rzymskokatolicki, w latach 1937-1967 biskup Bazylei i Lugano, następnie tytularny Obbi.

## Życiorys
Święcenia kapłańskie przyjął 12 lipca 1908. 17 listopada 1936 został wybrany przez kapitułę na biskupa Bazylei i Lugano, wybór potwierdziła Stolica Apostolska 30 listopada. Sakrę otrzymał 24 stycznia 1937. 3 listopada 1967 przeszedł na emeryturę, otrzymał wówczas stolicę tytularną Obbi. Zmarł 7 sierpnia 1970. Brał udział we wszystkich czterech sesjach Soboru Watykańskiego II.